# Griesheim

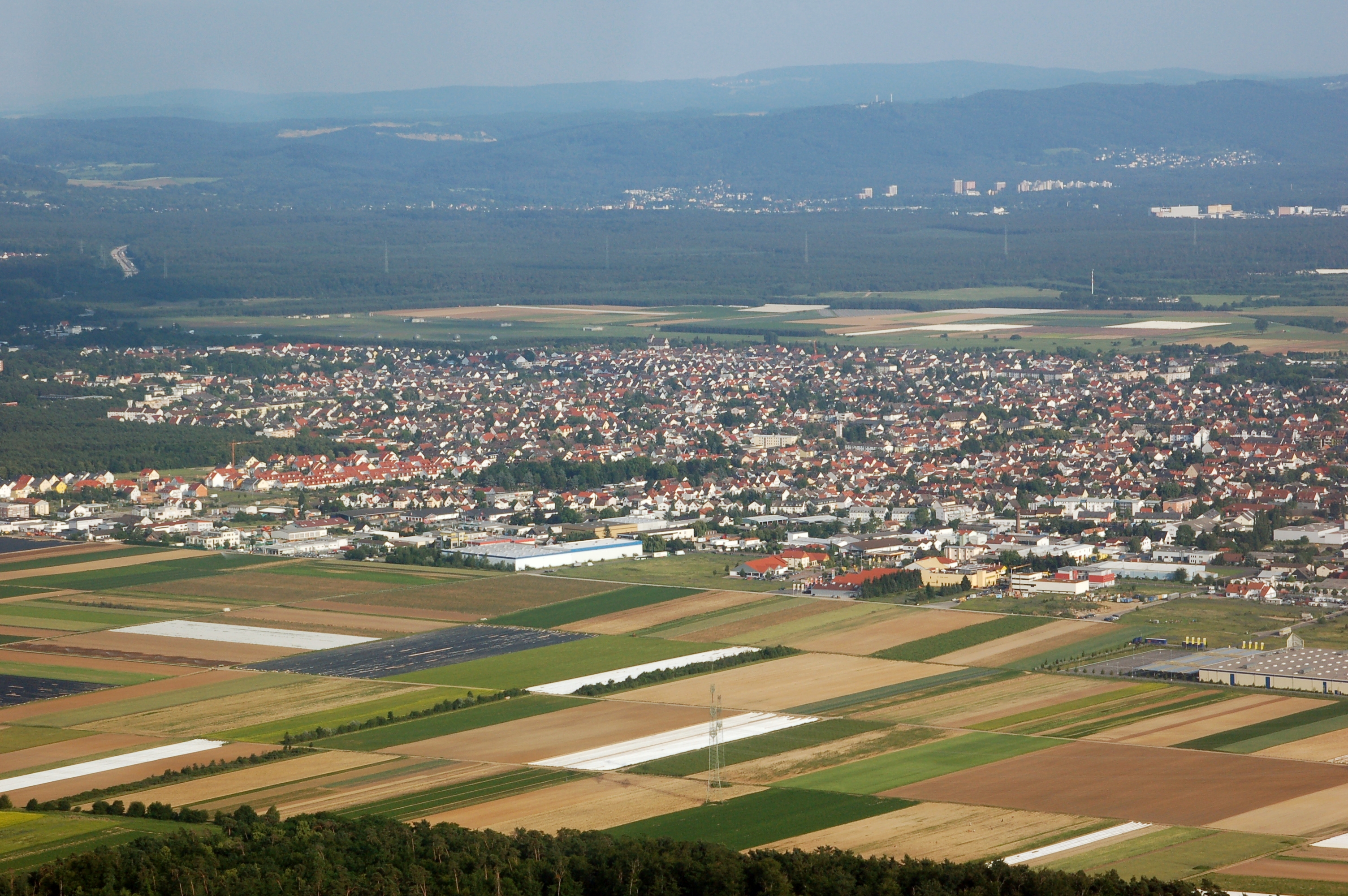
Luftaufnahme 2007

Griesheim (mundartlich: Griesem) ist mit rund 30.000 Einwohnern die größte Stadt im südhessischen Landkreis Darmstadt-Dieburg. Sie liegt rund sechs Kilometer westlich von Darmstadt und 35 Kilometer südlich von Frankfurt am Main.
Der Dagger-Komplex, der sich im Zuge der Globalen Überwachungs- und Spionageaffäre als wichtigstes NSA-Quartier Europas entpuppte, machte Griesheim im Jahr 2013 bekannt. Der erste Flugplatz Deutschlands wurde in Griesheim 1908 gegründet. Das Wahrzeichen des in der Region auch als „Zwiebelstadt“ bekannten Griesheims ist die sogenannte „Zwewwelfraa“ (Zwiebelfrau) auf dem Griesheimer Marktplatz.

## Geografie
Griesheim liegt im Hessischen Ried zwischen dem Verlauf des Urneckars im Westen und dem Darmstädter Westwald im Osten. Das Stadtgebiet ist überwiegend eben, im Osten bewaldet, ansonsten intensiv landwirtschaftlich genutzt. Natürliche Wasserläufe sind nicht mehr vorhanden, jedoch einige im Rahmen der Urbarmachung des Rieds angelegte Gräben, so der Sandbach südlich, der Küchlergraben westlich und der Landgraben nördlich der Stadt. Südlich von Griesheim, bereits auf Darmstädter Gebiet, liegt das Naturschutzgebiet Griesheimer Düne.

### Nachbargemeinden
Griesheim grenzt im Osten an die kreisfreie Stadt Darmstadt und nordwestlich an den Landkreis Groß-Gerau mit der Stadt Riedstadt im Westen, der Stadt Groß-Gerau im Nordwesten und der Gemeinde Büttelborn im Norden. Ebenfalls nördlich von Griesheim liegt die Stadt Weiterstadt, südlich die Stadt Pfungstadt, die beide wie Griesheim selbst zum Kreis Darmstadt-Dieburg gehören.

### Stadtgliederung
Griesheim umfasst nur eine Gemarkung (Gmk.-Nr. 61079) mit dem Stadtkern, der 1977 durch die Rückgliederung des 40 Jahre lang zwangsweise nach Darmstadt ausgemeindeten Gebiets der Sankt Stephans-Siedlung erweitert wurde. Diese fügt sich jedoch übergangslos an die restliche Bebauung an.
Bis 1937 gehörte zu Griesheim auch der Stadtteil „Siedlung Tann“, bis dieser zusammen mit fast einem Drittel der Griesheimer Gemarkung (damit auch das Gebiet des heutigen St. Stephan) unter der NS-Diktatur gegen den Willen der Kommune nach Darmstadt ausgemeindet wurde.

## Geschichte
Griesheim wurde am 14. Juni 1165 erstmals mit eigenem Namen urkundlich erwähnt; in älteren (Schenkungs-)Urkunden ist von Ansiedlungen in diesem Gebiet bereits als nicht namentlich bezeichnetem „Zubehör“ zum Königshof Groß-Gerau die Rede.
Die Statistisch-topographisch-historische Beschreibung des Großherzogthums Hessen berichtet 1829 über Griesheim:

„Griesheim (L. Bez. Dornberg) luth. Pfarrdorf; liegt 1 1⁄2 St. von Dornberg, hat 359 Häuser und 2390 Einw., die bis auf 4 Kath., 1 Reform. und 121 Juden lutherisch sind. Die Einwohner, deren Thätigkeit und Gewerbsfleiß einzig in seiner Art ist, treiben einen ausgedehnten Handel mit Waldsaamen, so wie mit Felderzeugnissen und versorgen die ganze weite Umgegend mit Gemüse, Zwiebeln und officinellen Kräutern. Die Gemeinde hat eine starke Baumschule, und besitzt bedeutende Torfstechereien, die ein gutes Produkt liefern. – Der Ort, der früher unter dem Namen Greorheim vorkommt, muß schon frühe beträchtlich gewesen seyn, da er drei Altäre hatte. Zu Anfang der Reformation war außer dem Pfarrer noch ein Kaplan hier; letztere Stelle ist aber 1585 eingezogen und die Gefälle theils der Schule zu Griesheim, theils der zweiten Pfarrstelle zu Darmstadt zugetheilt worden. Im 30jährigen Krieg, 1635, wurde Griesheim von Soldaten in Brand gesteckt, und lag mehrere Jahre wüste. Ein Brunnen, der im 17. Jahrhundert gegen die Goddlauer Grenze hin entdeckt wurde, hatte 1671 und die folgenden Jahre viel Ruf, kam aber wieder in Abnahme, weil das Wasser die ihm zugeschriebenen Heilkräfte nicht besaß.“

### Historische Ortsnamen
In den historischen Dokumenten ist der Ort im Laufe der Jahrhunderte mit wechselnden Schreibweisen belegt (in Klammern das Jahr der Erwähnung):
| Griezheim (1165) | Grizheim (1225)              | Grizheim; Grisheim (1234) | Grießheim (1368)           |
| Grisheim (1369)  | Gryesheym (1381)             | Grießen (1452)            | Grießhem; Grießehem (1475) |
| Gryeßheym (1493) | Grisheimb; Griesheimb (1648) |                           |                            |

### Weinbau und Tannensamen-Sammlung
Eine wichtige Einnahmequelle Griesheims war in früheren Zeiten der Weinanbau. Durch den Dreißigjährigen Krieg litt dieser jedoch heftig und wurde im 18. Jahrhundert letztmals erwähnt. Die Kriege im Mittelalter hinterließen in Griesheim ihre Spuren ebenso wie die Pest. Dies führte schließlich fast zur Ausrottung Griesheims. 1635 wurden nur noch 37 Einwohner gezählt.
Ende des 18., Anfang des 19. Jahrhunderts entwickelten sich die Gewinnung von und der Handel mit Tannensamen zu einem wichtigen Gewerbe in Griesheim. Zudem wurde der Ort ein Zentrum des Formstecher-Handwerks.

### Truppenübungsplatz und August-Euler-Flugplatz
1874 schloss die Gemeinde mit dem preußischen Kriegsministerium einen Vertrag über die Einrichtung eines Artillerie-Schießplatzes im Südwesten Griesheims, im Griesheimer Sand, einem Sanddünengebiet, das damals als landwirtschaftlich minderwertig galt. Im nördlichen Teil des Truppenübungsplatzes Griesheim errichtete August Euler 1908 den ersten Flugplatz Deutschlands.

### Teilweise Eingemeindung nach Darmstadt
Im Gegensatz zu Eberstadt und Arheilgen entging Griesheim 1937 einer Zwangseingemeindung nach Darmstadt, da sich ein Griesheimer Landesbauernführer für die Selbständigkeit des Ortes einsetzte. Allerdings wurden mit 800 Hektar, einschließlich des Geländes des Truppenübungsplatzes, 27,6 % der Gemarkung gegen den Widerstand von Griesheims Bevölkerung und Lokalpolitikern laut Reichsstatthalter-Beschluss nach Darmstadt eingemeindet. Dies wurde mit der Wiedererhebung Darmstadts zur Garnisonsstadt und der Ausdehnung der Siedlungstätigkeit im Sinne der nationalsozialistischen Forderungen begründet und fand auf Betreiben des Darmstädter Stadtrates Holtz und des NSDAP-Kreisleiters und Darmstädter Oberbürgermeisters Wamboldt statt, der sehr gute Beziehungen zum NSDAP-Gauleiter Sprenger hatte.
Nach dem Zweiten Weltkrieg versuchte die Griesheimer Politik vergeblich die Abtrennung der Gemarkungsteile rückgängig zu machen, auch mit Verweis auf die Flächen des Truppenübungsplatzes, den man für eine Ausweitung der Äcker und damit eine drastische Erhöhung der Gemüseproduktion nutzen wolle. Griesheim war damals mit seiner Agrarwirtschaft wichtig für die Versorgung der umliegenden Städte. Der damalige Landrat Wink stellte sich hinter die Gemeinde und forderte die Wiederherstellung der ursprünglichen Gemeindegrenzen, wobei er unter anderem bezweifelte, dass zum damaligen Zeitpunkt noch militärische Notwendigkeit bestand.
Die Stadt Darmstadt bezweifelte, dass die Eingemeindung aus militärischen Gründen erfolgt sei. Auf Darmstädter Seite agierte wieder der Stadtrat Holtz, der eine Wiederherstellung der alten Gemeindegrenzen zu verhindern suchte.
Letztlich scheiterten die jahrelangen Bemühungen. 1977 wurden im Rahmen der Gebietsreform in Hessen mit der Sankt Stephans-Siedlung 47,30 Hektar wieder nach Griesheim zurückgegliedert. 2006 wurde ein Flächenaustausch mit Darmstadt vereinbart, bei dem im Wege einer Grenzänderung weitere 40 Hektar gegen den Tausch von 24 Hektar Ackerland wieder Griesheimer Gemarkung wurden.

### Zerstörung im Zweiten Weltkrieg
Im Zweiten Weltkrieg wurde Griesheim durch vier Luftangriffe zu über 65 % zerstört. Zahlreiche Zivilisten kamen ums Leben oder wurden verletzt. Die Stadt wurde unter den Bürgermeistern Daniel Müller und Georg Bohl wieder aufgebaut.
Nach erfolgreichem Wiederaufbau bekam Griesheim am 12. September 1965 von der hessischen Landesregierung die Stadtrechte verliehen.

### Verwaltungsgeschichte im Überblick
Die folgende Liste zeigt die Staaten und Verwaltungseinheiten, denen Griesheim angehört(e):
- vor 1479: Heiliges Römisches Reich, Grafschaft Katzenelnbogen, Obere Grafschaft Katzenelnbogen
- ab 1479: Heiliges Römisches Reich, Landgrafschaft Hessen (durch Erbfall), Obere Grafschaft Katzenelnbogen
- ab 1567: Heiliges Römisches Reich, Landgrafschaft Hessen-Darmstadt, Obere Grafschaft Katzenelnbogen (1783: zum Amt Darmstadt, später Oberamt Darmstadt, Amt Pfungstadt), Zent Pfungstadt
- ab 1803: Heiliges Römisches Reich, Landgrafschaft Hessen-Darmstadt, Fürstentum Starkenburg, Amt Pfungstadt
- ab 1806: Großherzogtum Hessen,[Anm. 2] Fürstentum Starkenburg, Amt Pfungstadt[18]
- ab 1815: Großherzogtum Hessen, Provinz Starkenburg, Amt Pfungstadt
- ab 1821: Großherzogtum Hessen, Provinz Starkenburg, Landratsbezirk Dornberg[Anm. 3]
- ab 1832: Großherzogtum Hessen, Provinz Starkenburg, Kreis Groß-Gerau
- ab 1848: Großherzogtum Hessen, Regierungsbezirk Darmstadt
- ab 1852: Großherzogtum Hessen, Provinz Starkenburg, Kreis Darmstadt
- ab 1871: Deutsches Reich,[Anm. 4] Großherzogtum Hessen, Provinz Starkenburg, Kreis Darmstadt
- ab 1918: Deutsches Reich, Volksstaat Hessen,[Anm. 5] Provinz Starkenburg, Kreis Darmstadt
- ab 1938: Deutsches Reich, Volksstaat Hessen, Landkreis Darmstadt[19][Anm. 6]
- ab 1945: Amerikanische Besatzungszone,[Anm. 7] Groß-Hessen, Regierungsbezirk Darmstadt, Landkreis Darmstadt
- ab 1946: Amerikanische Besatzungszone, Land Hessen, Regierungsbezirk Darmstadt, Landkreis Darmstadt
- ab 1949: Bundesrepublik Deutschland, Land Hessen, Regierungsbezirk Darmstadt, Landkreis Darmstadt
- ab 1977: Bundesrepublik Deutschland, Land Hessen, Regierungsbezirk Darmstadt, Landkreis Darmstadt-Dieburg

### Gerichte
Griesheim gehörte zur Zent Pfungstadt dessen Aufgaben ab etwa 1800 durch das Amt Pfungstadt mit wahrgenommen wurden. In der Landgrafschaft Hessen-Darmstadt wurde mit Ausführungsverordnung vom 9. Dezember 1803 das Gerichtswesen neu organisiert. Für das Fürstentum Starkenburg wurde das „Hofgericht Darmstadt“ als Gericht der zweiten Instanz eingerichtet. Die Rechtsprechung der ersten Instanz wurde durch die Ämter bzw. Standesherren vorgenommen.
Damit war für Griesheim das Amt Pfungstadt zuständig. Das Hofgericht war für normale bürgerliche Streitsachen Gericht der zweiten Instanz, für standesherrliche Familienrechtssachen und Kriminalfälle die erste Instanz. Übergeordnet war das Oberappellationsgericht Darmstadt. Die Zentgerichte hatten damit ihre Funktion verloren.
Mit Bildung der Landgerichte im Großherzogtum Hessen war ab 1821 das Landgericht Groß-Gerau das Gericht erster Instanz. Die zweite Instanz war das Hofgericht Darmstadt.
Es folgten:
- 1853: Landgericht Darmstadt; zweite Instanz: Hofgericht Darmstadt
- 1879: Amtsgericht Darmstadt II; zweite Instanz: Landgericht Darmstadt
- 1932: Amtsgericht Darmstadt; zweite Instanz: Landgericht Darmstadt

### Einwohnerentwicklung

#### Einwohnerstruktur
Nach den Erhebungen des Zensus 2011 lebten am Stichtag, dem 9. Mai 2011, in Griesheim 25.511 Einwohner. Darunter waren 3638 (9,5 %) Ausländer, von denen 1630 aus dem EU-Ausland, 1458 aus anderen europäischen Ländern und 550 aus anderen Staaten kamen. Von den deutschen Einwohnern hatten 14,6 % einen Migrationshintergrund. Die Einwohner lebten in 11.560 Haushalten. Davon waren 3868 Singlehaushalte, 3378 Paare ohne Kinder und 3111 Paare mit Kindern, sowie 836 Alleinerziehende und 367 Wohngemeinschaften.

#### Einwohnerentwicklung
| • 1629: | 0146 Hausgesesse           |
| • 1791: | 1510 Einwohner             |
| • 1800: | 1655 Einwohner             |
| • 1806: | 1713 Einwohner, 275 Häuser |
| • 1829: | 2390 Einwohner, 359 Häuser |
| • 1867: | 3393 Einwohner, 529 Häuser |

| Griesheim: Einwohnerzahlen von 1791 bis 2020 | Griesheim: Einwohnerzahlen von 1791 bis 2020 | Griesheim: Einwohnerzahlen von 1791 bis 2020 | Griesheim: Einwohnerzahlen von 1791 bis 2020 | Griesheim: Einwohnerzahlen von 1791 bis 2020 |
| --- | -------------------------------------------- | -------------------------------------------- | -------------------------------------------- | -------------------------------------------- |
| Jahr |                                              |                                              |                                              | Einwohner                                    |
| 1791 | 1791                                         |                                              | 1.510                                        | 1.510                                        |
| 1800 | 1800                                         |                                              | 1.655                                        | 1.655                                        |
| 1806 | 1806                                         |                                              | 1.713                                        | 1.713                                        |
| 1829 | 1829                                         |                                              | 2.390                                        | 2.390                                        |
| 1834 | 1834                                         |                                              | 2.688                                        | 2.688                                        |
| 1840 | 1840                                         |                                              | 3.039                                        | 3.039                                        |
| 1846 | 1846                                         |                                              | 3.305                                        | 3.305                                        |
| 1852 | 1852                                         |                                              | 2.965                                        | 2.965                                        |
| 1858 | 1858                                         |                                              | 3.107                                        | 3.107                                        |
| 1864 | 1864                                         |                                              | 3.284                                        | 3.284                                        |
| 1871 | 1871                                         |                                              | 3.352                                        | 3.352                                        |
| 1875 | 1875                                         |                                              | 3.730                                        | 3.730                                        |
| 1885 | 1885                                         |                                              | 3.928                                        | 3.928                                        |
| 1895 | 1895                                         |                                              | 4.835                                        | 4.835                                        |
| 1905 | 1905                                         |                                              | 5.599                                        | 5.599                                        |
| 1910 | 1910                                         |                                              | 6.841                                        | 6.841                                        |
| 1925 | 1925                                         |                                              | 6.912                                        | 6.912                                        |
| 1939 | 1939                                         |                                              | 8.193                                        | 8.193                                        |
| 1946 | 1946                                         |                                              | 8.035                                        | 8.035                                        |
| 1950 | 1950                                         |                                              | 9.081                                        | 9.081                                        |
| 1956 | 1956                                         |                                              | 12.484                                       | 12.484                                       |
| 1961 | 1961                                         |                                              | 13.701                                       | 13.701                                       |
| 1967 | 1967                                         |                                              | 15.347                                       | 15.347                                       |
| 1970 | 1970                                         |                                              | 16.589                                       | 16.589                                       |
| 1972 | 1972                                         |                                              | 17.585                                       | 17.585                                       |
| 1976 | 1976                                         |                                              | 20.876                                       | 20.876                                       |
| 1984 | 1984                                         |                                              | 20.202                                       | 20.202                                       |
| 1992 | 1992                                         |                                              | 21.881                                       | 21.881                                       |
| 2000 | 2000                                         |                                              | 24.400                                       | 24.400                                       |
| 2005 | 2005                                         |                                              | 25.391                                       | 25.391                                       |
| 2010 | 2010                                         |                                              | 26.242                                       | 26.242                                       |
| 2011 | 2011                                         |                                              | 25.511                                       | 25.511                                       |
| 2015 | 2015                                         |                                              | 26.690                                       | 26.690                                       |
| 2020 | 2020                                         |                                              | 27.703                                       | 27.703                                       |
| Datenquelle: Historisches Gemeindeverzeichnis für Hessen: Die Bevölkerung der Gemeinden 1834 bis 1967. Wiesbaden: Hessisches Statistisches Landesamt, 1968. Weitere Quellen: ; 1972: 1976: 1984: 1992: 2000: 2005: 2010: Zensus 2011; 2015: |                                              |                                              |                                              |                                              |

#### Religionszugehörigkeit
Quelle: Historisches Ortslexikon
| • 1829: | 2294 lutheranische (= 94,73 %), einen reformierten (= 0,04 %), 121 jüdische (= 5,06 %) und 4 katholische (= 0,17 %) Einwohner                        |
| • 1961: | 9748 evangelische (= 71,15 %) und 3398 katholische (= 24,80 %) Einwohner                                                                             |
| • 2011: | 9730 evangelische (= 38,2 %), 6410 katholische (= 25,1 %), 900 orthodoxe (= 3,5 %), 1100 andersgläubig (= 4,3 %), 7096 sonstige (= 27,8 %) Einwohner |

#### Erwerbstätigkeit
Die Gemeinde im Vergleich mit Landkreis, Regierungsbezirk Darmstadt und Hessen:
|                                                   | Jahr  | Gemeinde | Landkreis | Regierungsbezirk | Hessen    |
| ------------------------------------------------- | ----- | -------- | --------- | ---------------- | --------- |
| Sozialversicherungspflichtig Beschäftigte         | 2017  | 6.506    | 74.525    | 1.695.567        | 2.524.156 |
| Veränderung zu                                    | 2000  | +18,8 %  | +21,1 %   | +16,1 %          | +16,0 %   |
| davon Vollzeit                                    | 2017  | 60,9 %   | 68,3 %    | 72,8 %           | 71,8 %    |
| davon Teilzeit                                    | 2017  | 39,1 %   | 31,7 %    | 27,2 %           | 28,2 %    |
| Ausschließlich geringfügig entlohnte Beschäftigte | 2017  | 1.520    | 15.305    | 224.267          | 372.991   |
| Veränderung zu                                    | +21,3 | ppp %    | +14,4 %   | +9,0 %           | +8,8 %    |

| Branche                         | Jahr | Gemeinde | Landkreis | Regierungsbezirk | Hessen |
| ------------------------------- | ---- | -------- | --------- | ---------------- | ------ |
| Produzierendes Gewerbe          | 2000 | 34,5 %   | 41,1 %    | 27,0 %           | 30,6 % |
|                                 | 2017 | 17,4 %   | 31,3 %    | 20,4 %           | 24,3 % |
| Handel, Gastgewerbe und Verkehr | 2000 | 28,8 %   | 26,1 %    | 26,4 %           | 25,1 % |
|                                 | 2017 | 23,7 %   | 26,8 %    | 24,7 %           | 23,8 % |
| Unternehmensdienstleistungen    | 2000 | 19,6 %   | 11,6 %    | 25,1 %           | 20,2 % |
|                                 | 2017 | 34,6 %   | 17,1 %    | 31,6 %           | 26,1 % |
| Sonstige Dienstleistungen       | 2000 | 14,9 %   | 18,8 %    | 20,1 %           | 22,5 % |
|                                 | 2017 | 20,6 %   | 23,6 %    | 23,0 %           | 25,4 % |
| Sonstiges (bzw. ohne Zuordnung) | 2000 | 02,1 %   | 02,4 %    | 01,4 %           | 01,5 % |
|                                 | 2017 | 00,8 %   | 03,8 %    | 00,3 %           | 00,4 % |

### Die jüdische Gemeinde in Griesheim
Der erste jüdische Mitbewohner („Hertz der Jude“) wurde 1656 erwähnt. Er war Krämer und Viehhändler.
Der zweite jüdische Gläubige („Jud Mosche“, Vieh- und Warenhändler) wird 1683 verzeichnet. Von da an entwickelte sich die jüdische Gemeinde kontinuierlich weiter.
Seit etwa 1748 gab es den sogenannten „Judenhof“, der die jüdische Schule und Räumlichkeiten für den Sabbat beherbergte.
Die Gemeinde wuchs und sie verlegte Synagoge und Judenschule in die Hintergasse, der erste schriftliche Beleg hierfür entspringt dem Jahre 1812.
Die größte Mitgliederzahl verzeichnete man 1853: 195 von 3048 Einwohnern waren Juden.
Infolge der Auswanderungswellen des 19. Jahrhunderts verließen auch viele Juden Griesheim.
1933, im Jahr der nationalsozialistischen Machtübernahme, lebten in Griesheim 84 Juden.
Auch in Griesheim verübten die Nationalsozialisten Gräueltaten. Beispielsweise ist belegt, dass ein Jude im März 1933 von NSDAP-Mitgliedern ins Rathaus bestellt wurde und dort von
ihnen unter anderem mit Gummiknüppeln und Stahlruten so geschlagen wurde, dass sein Gesicht beinahe nicht mehr zu erkennen war und sein Rücken
sich in eine einzige undefinierbare, blutige Masse verwandelte. Dieser Griesheimer Mitbürger wurde später im Konzentrationslager Dachau ermordet.
1938 wurden während der „Reichspogromnacht“ auch in Griesheim jüdische Geschäfte geplündert. SA-Mitglieder schändeten die Synagoge, zerstörten und verbrannten die Inneneinrichtung und zerschlugen das Denkmal zu Ehren im Ersten Weltkrieg gefallener jüdischer Ortsbürger.
Eine Menschenmenge stürmte das Kaufhaus Löb, die Türen wurden aufgebrochen und das Kaufhaus geplündert.
Den hochbetagten Besitzer Otto Löb fand man daraufhin unter ungeklärten Umständen erhängt in den Büttelborner Hecken.
27 Juden gelang es rechtzeitig ins Ausland zu fliehen, sieben verstarben bis 1940 in Griesheim. Die Übrigen 50 jüdischen Mitbürger wurden deportiert und ermordet.
In Griesheim wurden 2010 die ersten Stolpersteine verlegt; zwei Stück und zwar vor dem ehemaligen Kaufhaus Löb (für Ludwig und Otto Löb). Ende 2012 wurden die Stolpersteine von Unbekannten aus dem Bürgersteig herausgebrochen und gestohlen. Im März 2013 konnten die neuen Stolpersteine zusammen mit dem Künstler Gunter Demnig erneut verlegt werden. Derzeit (Stand: 2013) beschäftigt sich eine Arbeitsgruppe des Museumsvereins mit dem Schicksal der Juden in Griesheim und die Verlegung weiterer Stolpersteine ist geplant.

## Politik

### Stadtverordnetenversammlung
Die Kommunalwahl am 14. März 2021 lieferte folgendes Ergebnis, in Vergleich gesetzt zu früheren Kommunalwahlen:
| Sitzverteilung in der Stadtverordnetenversammlung 2021Insgesamt 37 Sitze - SPD: 10 - Grüne: 9 - FDP: 3 - CDU: 11 - WGG: 4 | Parteien und Wählergemeinschaften | Parteien und Wählergemeinschaften           | % 2021 | Sitze 2021 | % 2016 | Sitze 2016 | % 2011 | Sitze 2011 | % 2006 | Sitze 2006 | % 2001 | Sitze 2001 |
| Sitzverteilung in der Stadtverordnetenversammlung 2021Insgesamt 37 Sitze - SPD: 10 - Grüne: 9 - FDP: 3 - CDU: 11 - WGG: 4 | SPD                               | Sozialdemokratische Partei Deutschlands     | 27,3   | 10         | 33,6   | 13         | 50,1   | 19         | 59,6   | 22         | 64,6   | 24         |
| Sitzverteilung in der Stadtverordnetenversammlung 2021Insgesamt 37 Sitze - SPD: 10 - Grüne: 9 - FDP: 3 - CDU: 11 - WGG: 4 | CDU                               | Christlich Demokratische Union Deutschlands | 31,0   | 11         | 31,8   | 12         | 24,5   | 9          | 28,2   | 10         | 27,6   | 10         |
| Sitzverteilung in der Stadtverordnetenversammlung 2021Insgesamt 37 Sitze - SPD: 10 - Grüne: 9 - FDP: 3 - CDU: 11 - WGG: 4 | GRÜNE                             | Bündnis 90/Die Grünen                       | 23,5   | 9          | 16,9   | 6          | 18,2   | 7          | 7,4    | 3          | —      | —          |
| Sitzverteilung in der Stadtverordnetenversammlung 2021Insgesamt 37 Sitze - SPD: 10 - Grüne: 9 - FDP: 3 - CDU: 11 - WGG: 4 | WGG                               | Wählergemeinschaft Griesheim                | 11,1   | 4          | 11,9   | 4          | 4,7    | 1          | 4,8    | 2          | 7,7    | 3          |
| Sitzverteilung in der Stadtverordnetenversammlung 2021Insgesamt 37 Sitze - SPD: 10 - Grüne: 9 - FDP: 3 - CDU: 11 - WGG: 4 | FDP                               | Freie Demokratische Partei                  | 7,1    | 3          | 5,8    | 2          | 2,5    | 1          | —      | —          | —      | —          |
| Sitzverteilung in der Stadtverordnetenversammlung 2021Insgesamt 37 Sitze - SPD: 10 - Grüne: 9 - FDP: 3 - CDU: 11 - WGG: 4 | gesamt                            | gesamt                                      | 100,0  | 37         | 100,0  | 37         | 100,0  | 37         | 100,0  | 37         | 100,0  | 37         |
| Sitzverteilung in der Stadtverordnetenversammlung 2021Insgesamt 37 Sitze - SPD: 10 - Grüne: 9 - FDP: 3 - CDU: 11 - WGG: 4 | Wahlbeteiligung in %              | Wahlbeteiligung in %                        | 49,9   | 49,9       | 43,6   | 43,6       | 42,9   | 42,9       | 44,0   | 44,0       | 49,7   | 49,7       |

### Bürgermeister
Nach der hessischen Kommunalverfassung wird der Bürgermeister für eine sechsjährige Amtszeit gewählt, seit dem Jahr 1993 in einer Direktwahl, und ist Vorsitzender des Magistrats, dem in der Stadt Griesheim neben dem Bürgermeister ehrenamtlich ein Erster Stadtrat und neun weitere Stadträte angehören. Bürgermeister ist seit dem 2. Februar 2017 Geza Krebs-Wetzl (CDU). Er setzte sich am 30. Oktober 2016 in einer Stichwahl gegen Amtsinhaberin Gabriele Winter (SPD), die sich um eine zweite Amtszeit beworben hatte, bei 45,9 Prozent Wahlbeteiligung mit 52,3 Prozent der Stimmen durch. Es folgte eine Wiederwahl im Oktober 2022 mit 83,0 Prozent der Stimmen.
| Amtszeit  | Name                      | Partei |
| --------- | ------------------------- | ------ |
| 2017–2029 | Geza Krebs-Wetzl          | CDU    |
| 2011–2017 | Gabriele Winter           | SPD    |
| 1987–2011 | Norbert Leber             | SPD    |
| 1968–1987 | Hans Karl                 | SPD    |
| 1953–1967 | Georg Bohl                | SPD    |
| 1945–1952 | Daniel Müller             | SPD    |
| 1938–1945 | Friedrich Seibert         | NSDAP  |
| 1930–1938 | Philipp Feldmann          |        |
| 1920–1929 | Georg Schüler             |        |
| 1919–1920 | Heinrich Hofmann          |        |
| 1917–1919 | Heinrich Phillip Feldmann |        |
| 1909–1917 | Philipp Kunz              |        |
| 1901–1909 | Heinrich Zöller           |        |
| 1882–1900 | Johannes Massing          |        |
| 1849–1880 | Jakob Leber               |        |
| 1838–1848 | Daniel Funk               |        |
| 1836–1837 | Nicolaus Merker           |        |
| 1831–1835 | Valentin Massing          |        |
| 1825–1830 | Valentin Göbel            |        |
| 1822–1824 | August Heinrich Keller    |        |

| Jahr           | Wahlbe- teiligung in % | Kandidaten                 | Partei     | Stimmen in % |
| -------------- | ---------------------- | -------------------------- | ---------- | ------------ |
| 2022           | 39,0                   | Geza Krebs-Wetzl           | CDU        | 83,0         |
| 2022           | 39,0                   | Maria-Christina Nimmerfroh | FW         | 17,0         |
| 2016 Stichwahl | 45,9                   | Geza Krebs-Wetzl           | CDU        | 52,3         |
| 2016 Stichwahl | 45,9                   | Gabriele Winter            | SPD        | 47,7         |
| 2016           | 47,7                   | Geza Krebs-Wetzl           | CDU        | 34,4         |
| 2016           | 47,7                   | Gabriele Winter            | SPD        | 38,6         |
| 2016           | 47,7                   | Martin Tichy               | Grüne      | 23,1         |
| 2016           | 47,7                   | David Henn                 | DIE PARTEI | 03,9         |
| 2010           | 53,3                   | Gabriele Winter            | SPD        | 57,1         |
| 2010           | 53,3                   | Thomas Höhl                |            | 41,2         |
| 2010           | 53,3                   | Uwe Bauer                  | REP        | 01,7         |
| 2004           | 39,5                   | Norbert Leber              | SPD        | 92,9         |
| 1998           | 60,0                   | Norbert Leber              | SPD        | 83,0         |
| 1998           | 60,0                   | Günther Jacob              | CDU        | 13,7         |
| 1998           | 60,0                   | Maja Werner                | GRÜNE      | 03,3         |

### Wappen und Flagge
Wappen

Blasonierung: „In Rot ein goldener Gänsefuß, darüber eine silberne heraldische Rose mit goldenen Butzen, beide eingeschlossen von einem silbernen Hufeisen.“
Das Wappen wurde der Stadt Griesheim am 3. März 1975 durch den Hessischen Innenminister genehmigt.
In seiner heutigen Form wurde es durch den Bad Nauheimer Heraldiker Heinz Ritt gestaltet.
Es entwickelte sich aus alten Gerichtssiegeln Griesheims. Der schon darin enthaltene Gänsefuß hat sich wohl aus der pfeilförmigen Tyr-Rune entwickelt. Das Hufeisen ist ein verbreitetes Symbol für ein Dorf mit Pferdereichtum und kommt auch in anderen Wappen der Region vor, beispielsweise in Messel. Die Blume wurde erst später hinzugefügt. Sie ist eine Gerichtsrose, woraus geschlossen werden kann, dass Griesheim schon früh eine eigene Gerichtsbarkeit hatte.
 Flagge 
Die Flagge wurde der Stadt gemeinsam mit dem Wappen genehmigt und wird wie folgt beschrieben:
„In der verbreiterten weißen Mittelbahn des rot-weiß-roten Flaggentuchs das Stadtwappen.“

### Städtepartnerschaften
Städtepartnerschaften gibt es mit folgenden Städten:
- Bar-le-Duc, Lothringen, Frankreich, seit 1975
- Gyönk, Tolnau, Ungarn, seit 1990
- Wilkau-Haßlau, Sachsen, Deutschland seit 1990
- Pontassieve, Toskana, Italien, seit 2008

## Kultur und Sehenswürdigkeiten

### Baudenkmäler
Die Stadt Griesheim hat einen historischen Rundgang herausgebracht. Er führt den interessierten Bürger durch die westlichen Stadtviertel Griesheims. Zu allen wichtigen historischen Gebäuden und Punkten werden Erläuterungen und Hinweise gegeben. An den historischen Gebäuden sind zudem Tafeln mit Hinweisen angebracht.

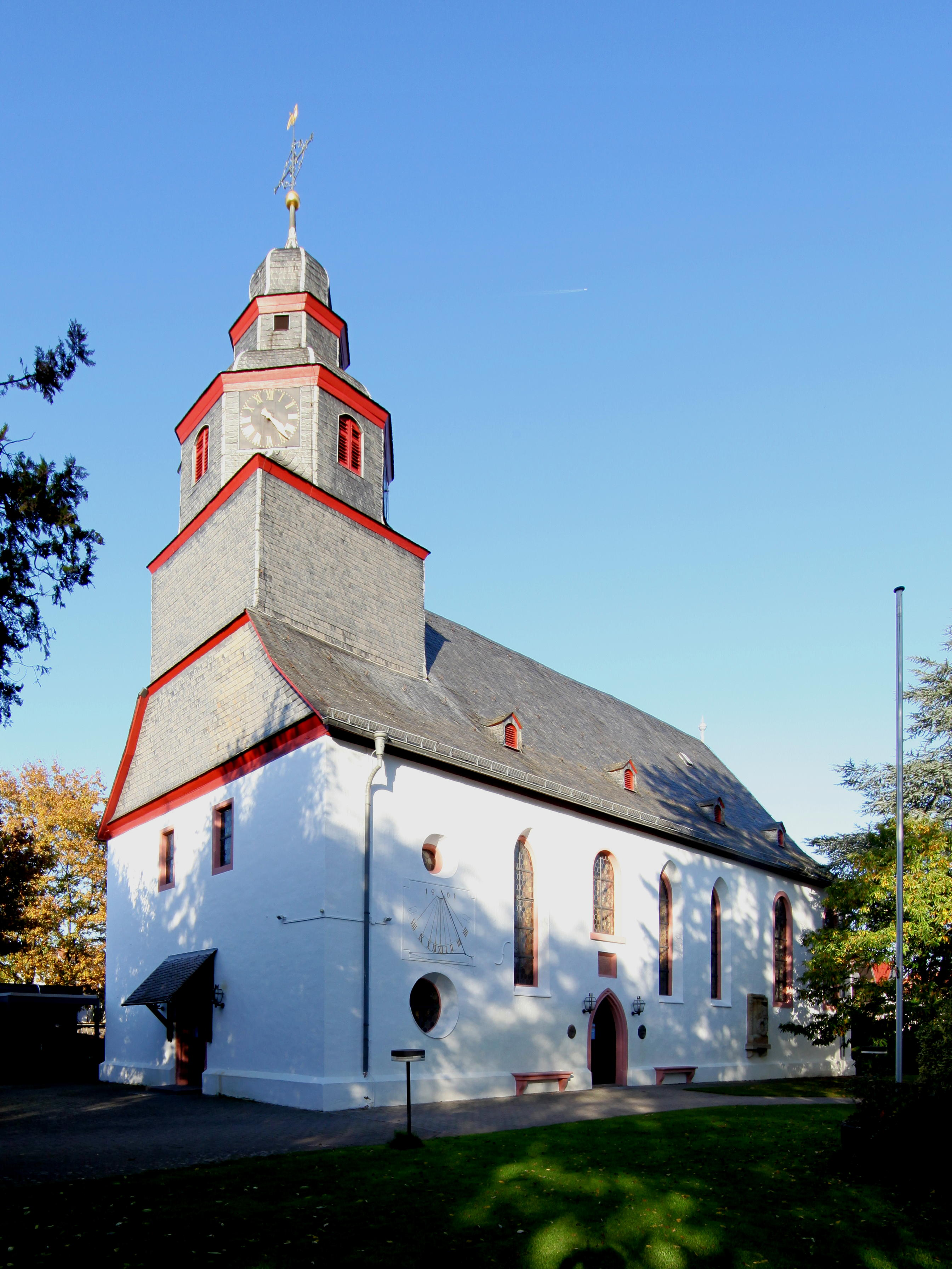
Lutherkirche, 1681
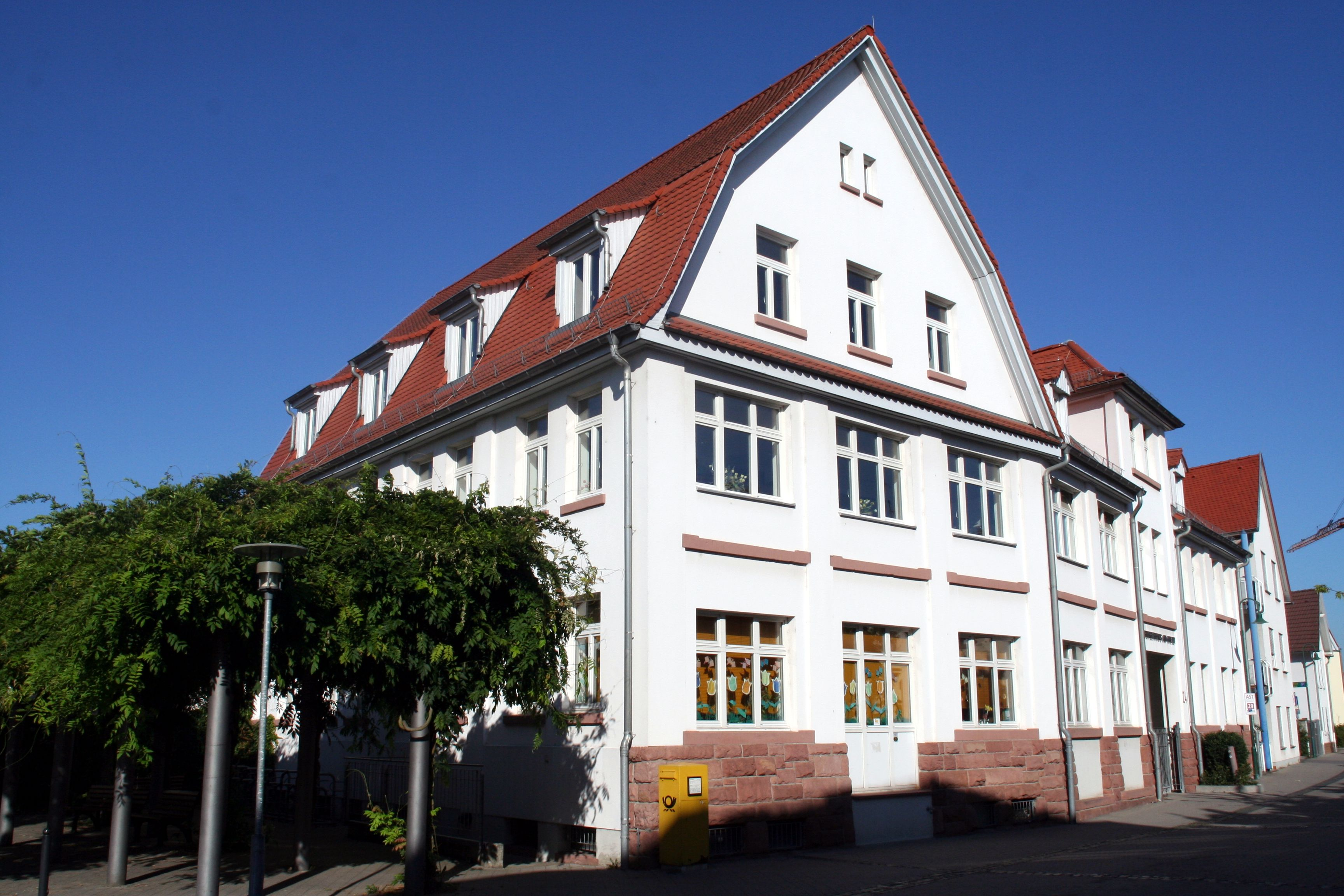
Bürgerhaus am Kreuz
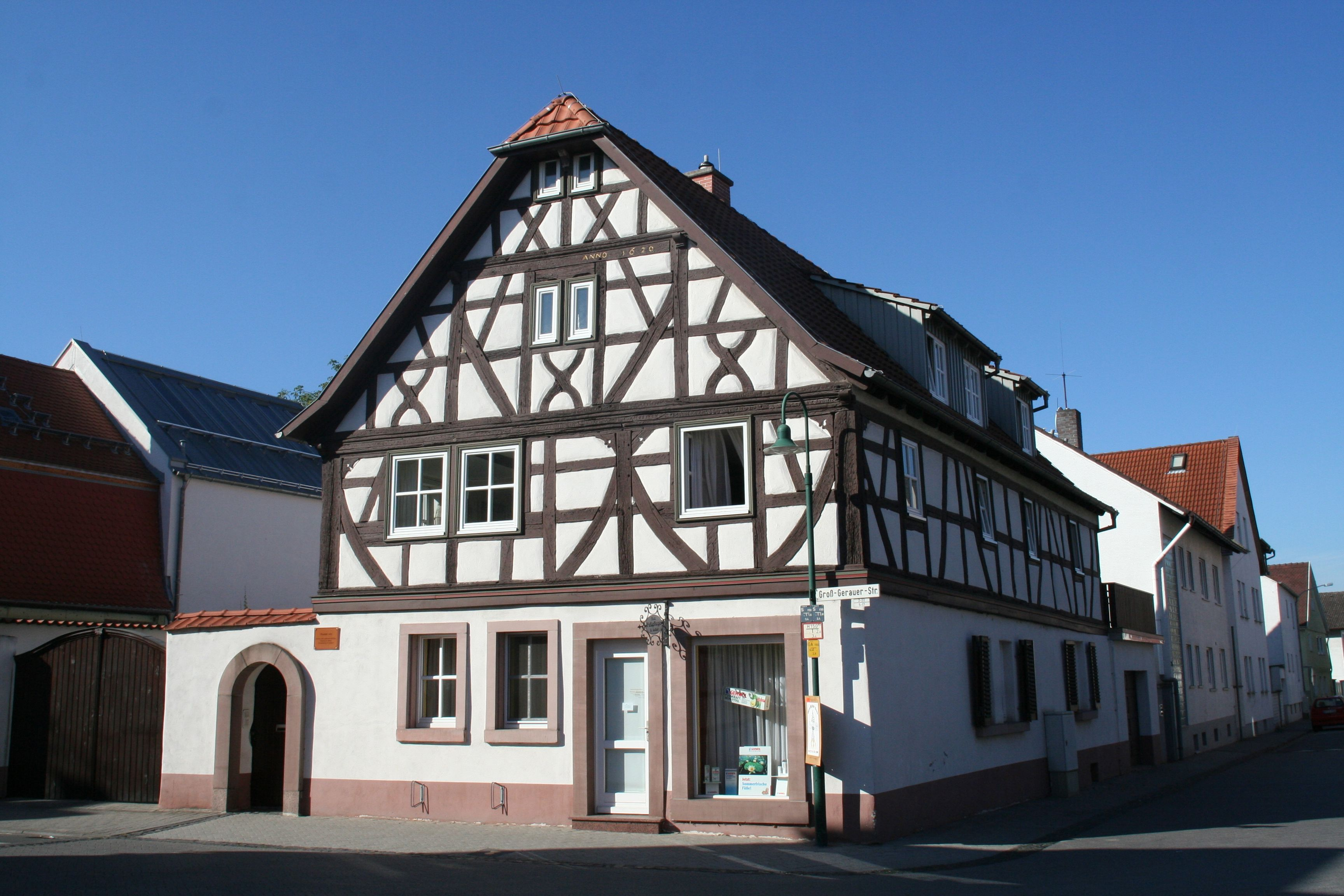
Fachwerkhaus von 1620, Groß Gerauer Str.22
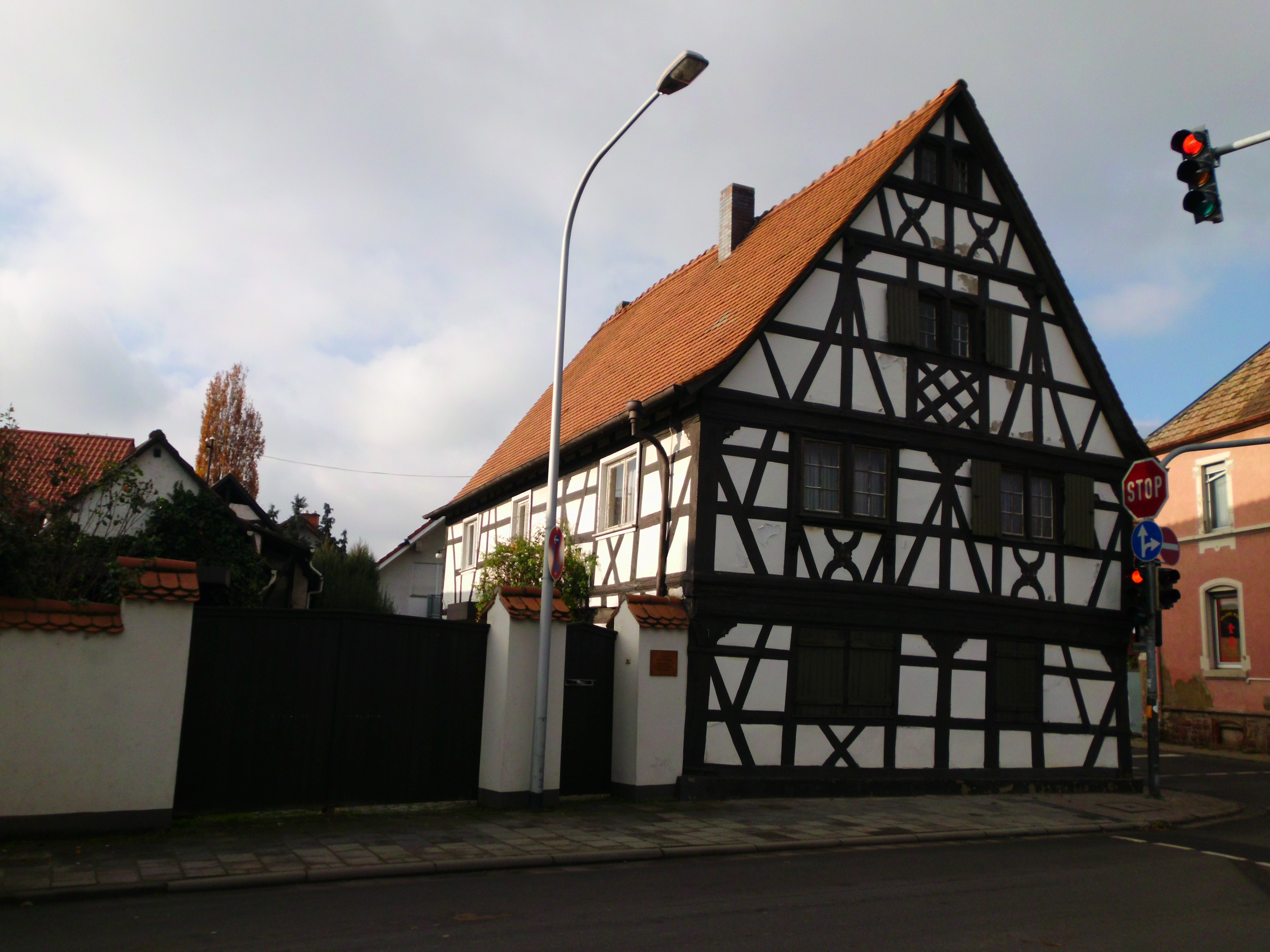
Nikelose-Haus in Griesheim

#### Der Umgang mit Griesheims Baudenkmälern
Anfang des 20. Jahrhunderts wurde das 1454 zum ersten Mal erwähnte alte Backhaus abgerissen. Der im selben Schriftstück erstgenannte Gemeindebackofen blieb noch einige Jahre erhalten. Ebenfalls um die Jahrhundertwende wurde die Anlage des „Gesundbrunnens“ aus dem späten 17. und frühen 18. Jahrhundert, einer ehemaligen Heilquelle, von den Ortsansässigen abgebrochen. An sie erinnert heute nur noch ein verwitterter Gedenkstein. Als dann im Zweiten Weltkrieg der alte Ortskern bis auf wenige Gebäude vernichtet wurde, baute man die Wahrzeichen Griesheims nicht wieder auf. An das alte Rathaus, den Bahnhof, das Reifenrath’sche Haus und das Stark’sche Haus erinnern teilweise noch Hinweistafeln. In der Folgezeit wurden die meisten der wenigen noch vorhandenen Baudenkmäler abgerissen und so kann Griesheim heute nur noch eine Handvoll historischer Gebäude vorweisen. Doch auch die Qualität dieser Bauwerke wurde gemindert; z. B. wurden in der Lutherkirche die meisten Teile der historischen Einbauten entfernt und die um das Jahr 1600 von Johann Grorock gebaute Orgel eingeschmolzen (die hölzernen Pfeifen wurden verbrannt). Auch wurde die Anlage der Alten Schule großteils abgerissen. Das noch bestehende ehemalige Kochschulhaus wurde stark vereinfacht.

#### August-Euler-Flugplatz

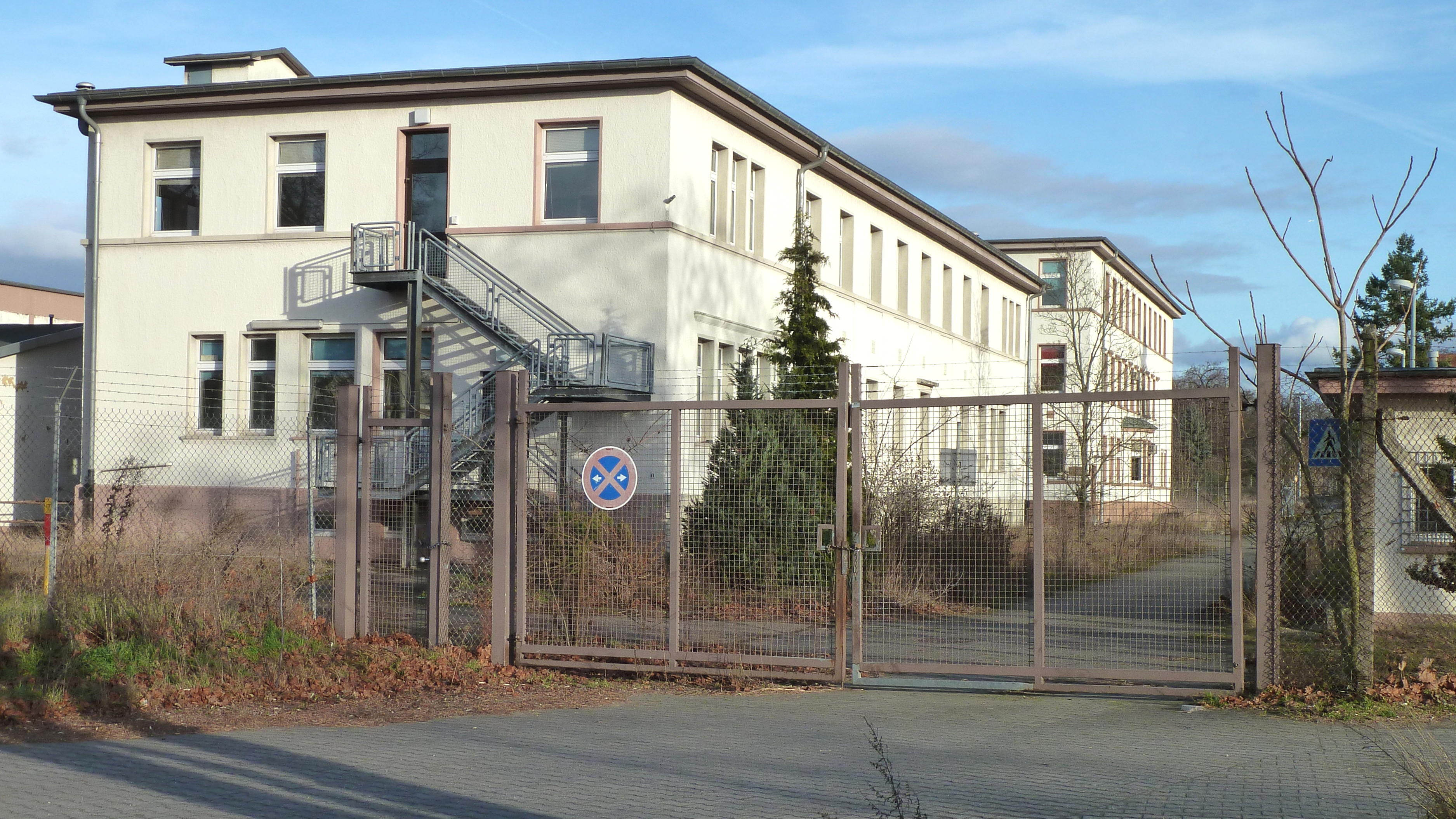
Kaserne der DFS und später US-Army

Der August-Euler-Flugplatz Darmstadt/Griesheim ist ein Sonderlandeplatz und wird von der Technischen Universität Darmstadt (TU Darmstadt) betrieben. Er liegt südlich von Griesheim auf ehemals Griesheimer Gebiet. Es ist der älteste Flugplatz in Deutschland mit einer traditionsreichen Vergangenheit und beherbergt das August-Euler-Luftfahrtmuseum.

#### Gebäude der Deutschen Forschungsanstalt für Segelflug
Direkt neben dem August-Euler-Flugplatz liegt das Gelände der 1945 aufgelösten Deutschen Forschungsanstalt für Segelflug (DFS). Hier stehen noch mehrere, seit dem Abzug der US-Army ungenutzte Gebäude, die aus den 1910er und 1930er Jahren stammen.

#### Museum Griesheim

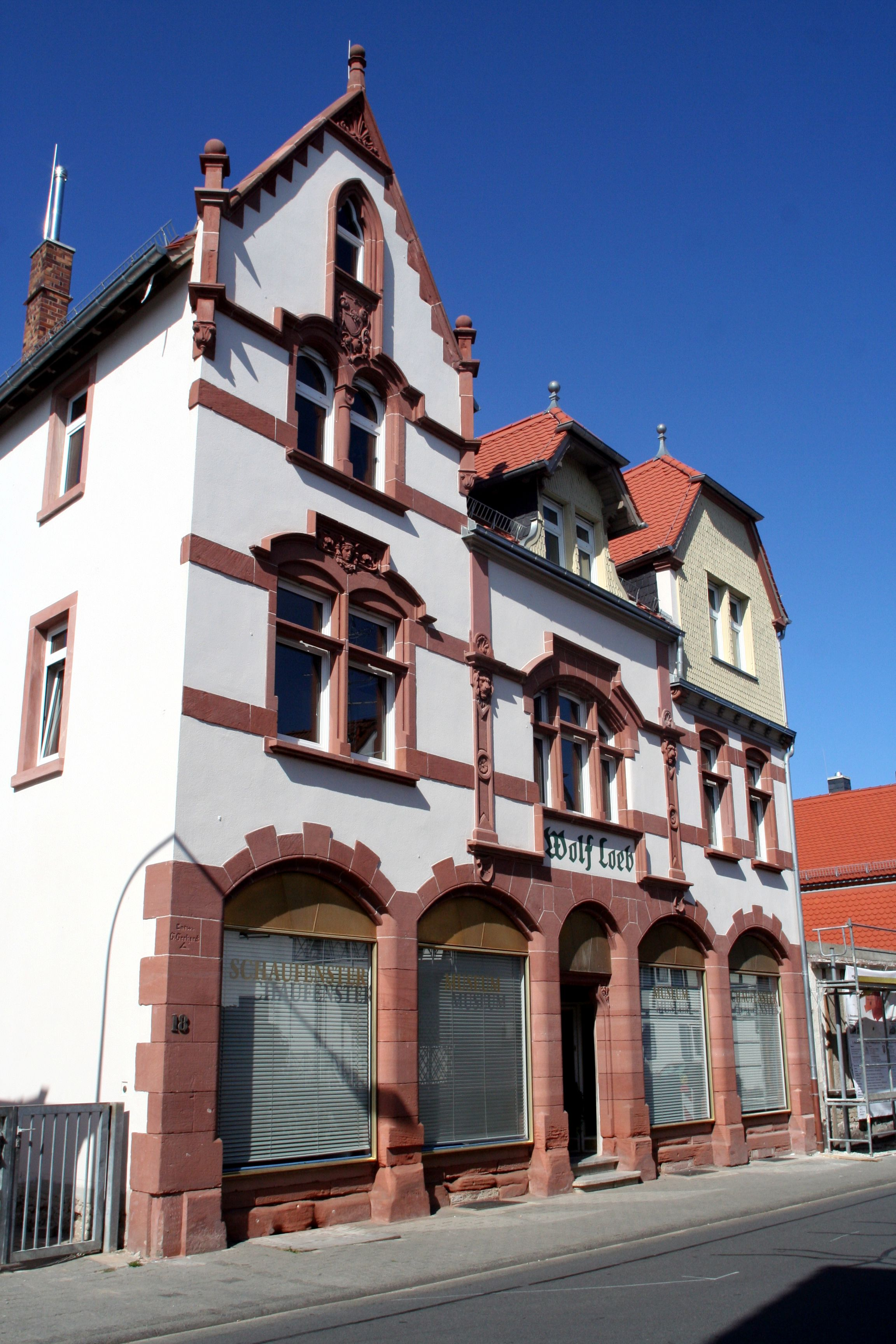
Museum (ehemaliges Kaufhaus Löb)

Gesammelt wird alles, was mit Griesheim und St. Stephan in Verbindung steht und hilft, die Traditionen zu bewahren. Gezeigt werden landwirtschaftliche Geräte, bäuerliches Wohnen und Wirtschaften sowie typisches Handwerk. Wichtige Themen sind außerdem die archäologischen Funde aus der Griesheimer Gemarkung und die Ortsgeschichte von den nachweisbaren Anfängen bis zur jüngsten Gegenwart unter Einbeziehung des alten Schießplatzes und der Siedlung St. Stephan.

#### Stolpersteine
In der Groß-Gerauer Straße: Zwei Stolpersteine für Ludwig und Otto Löb befinden sich vor dem ehemaligen Kaufhaus Löb
In der Oberndorferstraße: Drei Stolpersteine für Joseph, Isaak und Martin Mendel.
In der Hintergasse: Vier Stolpersteine für Martha, Gustav und Ludwig Löb und für Leopold Posnansky.
In der Wilhelm-Leuschner-Straße:

Fünf Stolpersteine für Johanna, Lotte, Samuel, Walter und Ludwig Sternfels.

Zwei Stolpersteine für Arnold und Hermine Mayer

Vier Stolpersteine für Julius, Alice, Günther und Helmut Rosenberg
In der Pfungstädter Straße:

Fünf Stolpersteine für Alma, Ludwig, Minna, Wilhelm und Zerline Wolff

Zwei Stolpersteine für Johanna und Leopold Mayer

### Naturräume

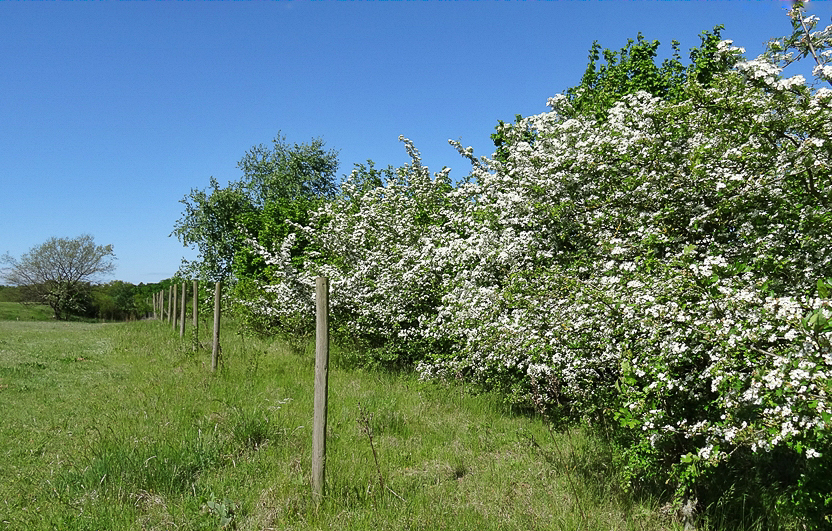
Griesheimer Düne

#### Griesheimer Bruch
Der Griesheimer Bruch ist ein ca. 35 ha großes Naturschutzgebiet am Westrand der Gemarkung Griesheim.

#### Griesheimer Düne
Die Griesheimer Düne (Griesheimer Sand), vollständiger amtlicher Name: Griesheimer Düne und Eichwäldchen, ist ein zirka 45 ha großes Naturschutzgebiet bei Griesheim auf Darmstädter Gemarkung und beherbergt seltene Tiere und Pflanzen, die in kalkhaltigen Sand- und Steppengebieten vorkommen.

### Bespielbare und Besitzbare Stadt
Griesheim ist die erste bespielbare Stadt Deutschlands. In einem mit dem Pädagogen Bernhard Meyer entwickelten Projekt wurden in der ganzen Stadt über 100 Spielstationen aufgestellt, die den öffentlichen Raum, der normalerweise wenig Rücksicht auf Kinder nehme, für die Kinder wieder attraktiv machen sollen. Dem Trend, dass Spielplätze für Kinder zu Inseln inmitten einer für sie langweiligen Umgebung werden, wurde in Griesheim so entgegengewirkt. Zudem besteht das Projekt „Spielstraße auf Zeit“, bei dem Anlieger von speziell ausgewiesenen Straßen von Frühjahr bis Herbst die nachmittägliche Sperrung ihrer Straße an einem Werktag beantragen können.
Der sogenannte „Griesheimer“ zeigt außerdem auf von Kindern häufig frequentierten Wegen gefahrenarme Möglichkeiten zur Straßenüberquerung an.
Griesheim ist auch die erste besitzbare Stadt Deutschlands. In einem bundesweit einzigartigen Projekt wurden vor allem an und zwischen für alte Menschen wichtige Orte im ganzen Stadtgebiet 161 spezielle Sitzgelegenheiten aufgestellt, beispielsweise an und zwischen: Metzgern, Bäckern, anderen Geschäften, öffentlichen Einrichtungen, Kirchen, Altersheimen, dem Friedhof etc., die zum Verschnaufen einladen und die Altersmobilität fördern. Durch die speziell entwickelten Geräte ist ein selbständiges Aufstehen gewährleistet. Viele ältere Menschen würden vorher abwägen, ob sie einen bestimmten Weg bewältigen können und würden durch die Sitzgelegenheiten ermutigt, ihr Vorhaben auch in die Tat umzusetzen. Weiterhin dienen sie als Treffpunkt und ermöglichen Senioren, sich an einem interessanten Ort niederzulassen und die Umgebung zu beobachten. Zudem gibt es in Griesheim kostengünstige Anruf-Sammel-Taxis (AST), die man innerhalb des Stadtgebietes nutzen kann.
Mit diesen beiden Projekten hat die Stadt Griesheim mehrere nationale und internationale Auszeichnungen errungen und ist weltweit beispielhaft für die Integration von im öffentlichen Raum benachteiligten Gruppen, nämlich der Jüngsten und Ältesten. Behinderte Menschen werden in Griesheim zusätzlich durch rollstuhlfreundliche Bürgersteige und öffentliche Behindertentoiletten unterstützt.

### Regelmäßige Veranstaltungen

#### Zwiebelmarkt
Alljährlich findet in Griesheim der Griesheimer Zwiebelmarkt statt. Zum ersten Mal fand dieses Volks- bzw. Stadtfest – damals noch unter dem Namen „Griesheimer Woche“ – im Juli 1977 statt, um Alt- und Neubürger einander näher zu bringen und um alte Griesheimer Traditionen zu pflegen und darzustellen. Neben Kulinarischem und anderen Attraktionen wird an vielen Ständen auch Livemusik geboten. Mittlerweile findet das Fest am letzten oder vorletzten Septemberwochenende in der Griesheimer Innenstadt zwischen Wagenhalle und Hans-Karl-Platz statt. Ergänzend zur traditionellen Kirchweih (Kerb), an der neben dem alten Brauchtum vor allem kommerziell interessierte, professionelle Schausteller mitwirken, geht man in Griesheim mit dem Zwiebelmarkt neue Wege. Ein Zusammenschluss verschiedener kleiner und großer Vereine sorgt in jedem Herbst für eine die gesamte Innenstadt durchziehende Amüsiermeile mit lokalen Spezialitäten und viel internationalem Flair.

#### Weitere Veranstaltungen
- Januar, Februar: Fasching mit Gardetag
- April: Griesheimer Frühlingssonntag[59]
- Mai: Museumsfest
- Juni: SPD-Fest am „Kalten Eck“
- Juli: Firmenlauf
- August: Kerb
- September: Zwiebelmarkt, Jazzbrunch, American Steels Sommerfest(Marktplatz), Berliner Straßenfest
- Oktober: Kelterfest
- Oktober: Kürbissonntag[60]
- Dezember: Weihnachtsmarkt (am Kreuz), Weihnachtsmarkt (Wagenhalle)

### Sport

#### Fußball
Die erste Fußball-Mannschaft des SC Viktoria 06 Griesheim (SCV) spielt derzeit in der Hessenliga.

Der andere reine Fußballverein der Stadt ist der SV Croatia Griesheim. Der SV St. Stephan 1953 Griesheim e. V. (SVS) kann ebenfalls eine große Fußballabteilung vorweisen; im TuS Griesheim 1899 e. V. (TUS) wird, wenn auch in kleinerem Umfang, ebenfalls Fußball gespielt.

#### Handball
Die erste Männermannschaft des TuS Griesheim spielt in der Saison 2019/20 in der hessischen Landesliga.

#### Leichtathletik
Griesheim ist für seine Leichtathleten bekannt, allen voran für die Sportler des TuS Griesheim 1899 e. V.; unter anderem ist die Triathlon-Abteilung mit jeweils einer Herren-Mannschaft in der 1. und in der 2. Bundesliga sowie mit einer Damen-Mannschaft in der 1. Bundesliga vertreten. Zusätzlich gibt es viele Einzelerfolge, besonders der (Marathon-)Läufer.

Jedes Jahr finden in Griesheim diverse Stadtläufe statt: Merck-Straßenlauf, Firmen-Lauf, Zwiebelmeile, Silvesterlauf und der Griesheimer Stunden-Lauf, der auf dem TuS-Gelände stattfindet.

#### Triathlon
Die Triathlon-Abteilung des TuS Griesheim 1899 e. V. ist mit je einem Männer- und einem Frauen-Team in der 1. Triathlon-Bundesliga vertreten.

#### Kegeln
Im Juli 2013 wurde die B-Senioren-Mannschaft der Kegelabteilung des SV St. Stephan 1953 Griesheim e. V. (SVS) in Sandhausen mit 1748 Zählern überraschend Deutscher Meister in den Mannschaftswettkämpfen.

#### Judo
Der Judoverein Tamanégi Judo Griesheim e. V. wurde im Juli 2013 in seiner ersten Regionalligasaison überraschend Südwestdeutscher Vizemeister. Somit hat er sich für den Kampf um den direkten Einzug in die 2. Bundesliga qualifiziert und könnte noch in dieser Saison die Sensation perfekt machen.

#### Schach
Die Mannschaft des Schachvereins Griesheim 1976 e. V. spielt in der Kreisklasse.
Der Club hat sein Spiellokal im Georg-August-Zinn Haus in Griesheim, der 1. Vorsitzende des Vereins ist André Bitzer.

#### Tischtennis
In der Saison 2018/2019 verfügt der SV St. Stephan über 8 Herrenmannschaften und der TUS Griesheim über 2 Herrenmannschaften und 3 Damenmannschaften. Beide Vereine haben außerdem zahlreiche Jugend- und Schülermannschaften.

#### Turnen
Im TuS Griesheim werden sowohl breitensportlich orientierte, als auch wettkampforientierte Turngruppen angeboten. Die Kinderturngruppen für 5- bis 7-Jährige sind die am häufigsten gewählten Sporteinstiegsgruppen und bieten eine Grundlagenschulung (Kraft, Beweglichkeit, Körperspannung), von der die Kinder auch in allen anderen Sportarten profitieren. Die Wettkampfgruppe im Gerätturnen weiblich konnte 2018 in die Landesliga 3 aufsteigen und erturnte sich mehrere Gau- und Hessenmeistertitel sowie vordere Platzierungen an den Deutschen Mehrkampfmeisterschaften. Zurzeit (2020) sind 60 Turnerinnen im Alter von fünf bis 19 Jahren im Wettkampfbereich aktiv.

## Wirtschaft und Infrastruktur

### Flächennutzung
Das Gemeindegebiet umfasst eine Gesamtfläche von 2155 Hektar, davon entfallen in ha auf:
| Nutzungsart             | Nutzungsart             | 2011 | 2015 |
| ----------------------- | ----------------------- | ---- | ---- |
| Gebäude- und Freifläche | Gebäude- und Freifläche | 444  | 456  |
| davon                   | Wohnen                  | 283  | 293  |
|                         | Gewerbe                 | 16   | 22   |
| Betriebsfläche          | Betriebsfläche          | 32   | 33   |
| davon                   | Abbauland               | 0    | 0    |
| Erholungsfläche         | Erholungsfläche         | 35   | 37   |
| davon                   | Grünanlage              | 11   | 15   |
| Verkehrsfläche          | Verkehrsfläche          | 231  | 234  |
| Landwirtschaftsfläche   | Landwirtschaftsfläche   | 1017 | 999  |
| davon                   | Moor                    | 0    | 0    |
|                         | Heide                   | 0    | 0    |
| Waldfläche              | Waldfläche              | 354  | 354  |
| Wasserfläche            | Wasserfläche            | 36   | 35   |
| Sonstige Nutzung        | Sonstige Nutzung        | 7    | 5    |

### US-amerikanische Einrichtungen

#### August-Euler-Flugplatz
Der August-Euler-Flugplatz ist auch unter den beiden ehemaligen Namen „Darmstadt Army Airfield“ und „Griesheim (Army) Airfield“ bekannt.
Von 1949 bis 2008 wurde die US-Soldatenzeitung „The Stars and Stripes“ – European Edition, als Tageszeitung (erscheint auch sonntags) auf dem Gelände des August-Euler-Flugplatzes in Griesheim gedruckt. Die Europazentrale der Zeitung war dort in einer ehemaligen Fliegerkaserne der Fliegerstation Darmstadt untergebracht.
Nach dem Zweiten Weltkrieg wurde der Flugplatz von der United States Army genutzt und Stützpunkt einer Rettungshubschrauber-Staffel. 1992 wurde „Darmstadt Army Airfield“ aufgegeben.
Auf dem Gelände des August-Euler-Flugplatzes wurden von 2004 bis 2008 fünf Antennen betrieben. Laut einem The Stars and Stripes-Artikel von 2003  handelte es sich um eine Anlage der United States Navy (U.S. Navy Europa).

#### Dagger Complex
Seit 1951 nutzen die Vereinigten Staaten von Amerika (USA) bei Griesheim auf ehemals Griesheimer und jetzt Darmstädter Gemarkung (Eberstädter Weg) ein Übungsgelände, das sie unter anderem mit einer Kaserne, einer Grundschule sowie einem Baseball-Feld bebauten. Das Gelände wird als Trainingarea Darmstadt-Griesheim aber auch als „Darmstadt Training Center“ oder „Local Training Area 6910“ bezeichnet, wobei letzterer Name, insbesondere die Abkürzung, in heutigen offiziellen Dokumenten öfters verwendet wird. 1999 wurden die Gebäude auf dem Gelände zum neuen deutschen Hauptquartier des US Army Intelligence and Security Command (INSCOM), dem Nachrichtendienst der U.S. Army, umgebaut. Der Zweck der Einrichtung ist nicht bekannt und wird verschiedentlich der Spionage durch die National Security Agency (NSA) zugeordnet. Das Gelände ist seitdem unter dem Namen Dagger Complex bekannt.

### Unternehmen
Mit Sitz in Griesheim
- Adinotec AG (ehemals neosino nanotechnologies ag)
- Friedwald GmbH, Marktführer unter den deutschsprachigen Baumbestattern, betreibt „Friedwälder“[75]
- Richter System, Teil der Knauf-Gruppe
- die Deutschlandzentrale des Fahrzeugherstellers Polaris Industries[76]
- die Turbomach GmbH, unter anderem mit dem europäischen Warenlager der gesamten Turbomach-Gruppe[77]
- P2 Brief + Paket, eine gemeinsame Gruppierung privater Postunternehmen
- Via Michelin, Tochter des bekannten Reifenherstellers, vertreibt Karten und Streckenplanung
- nterra integration GmbH,[78] Firma für Software Integrations

Mit Niederlassungen in Griesheim
- Colt International

### Breitbandausbau
Für den Breitbandausbau im Landkreis Darmstadt-Dieburg wurde im Sommer 2013 der „Zweckverband NGA-Netz Darmstadt-Dieburg“ gegründet. Diesem Zweckverband haben sich 19 Kommunen aus dem Landkreis Darmstadt-Dieburg angeschlossen. Für diese 19 Verbandskommunen wurde der Breitbandausbau in einem Ausschreibungsverfahren öffentlich ausgeschrieben.
Die Stadt Griesheim hat sich diesem Zweckverband angeschlossen.
Am 25. April 2014 wurde mit der Deutschen Telekom eine Vereinbarung „über die Einrichtung des schnellen Internets“ unterzeichnet. Der Pressemitteilung zufolge sollen 96 % der Haushalte in drei Ausbaustufen bis 2017 mit Bandbreiten von 25 bis 50 MBit/s versorgt werden, Griesheim befindet sich demnach in Ausbaugebiet 3. Weitere Details der Vereinbarung (zum Beispiel ob die Versorgung ausschließlich über Festnetz oder auch über LTE realisiert wird und ob es Zusagen für die künftige Erstversorgung von Neubaugebieten per Glasfaser gibt) wurden bisher nicht bekannt gegeben.
Am 22. April 2016 lud die Stadt Griesheim interessierte Bürger zu einem „ersten Spatenstich an der Baustelle Ecke Kreuzgasse / Groß-Gerauer Straße (Jean-Bernard-Platz)“ ein. Auf der Internetpräsenz der Telekom wird der Ausbau in Griesheim seitdem mit dem Zieltermin „Anfang Dezember 2016“ angegeben.
Mittlerweile (Stand 23. September 2016) ist auf der Ausbaukarte der Telekom das Ausbaugebiet im Detail ersichtlich. Demnach wird Griesheim mit Ausnahme der VSt-Nahbereiche mit 100 Mbit (VSL+Vectoring) versorgt werden.

### Bildung

#### Grundschulen
- Friedrich-Ebert-Schule
- Schiller-Schule
- Carlo-Mierendorff-Schule

#### Weiterführende Schulen
- Gerhart-Hauptmann-Schule (kooperative Gesamtschule mit gymnasialer Oberstufe)

#### Förderschulen
- Schule am Kiefernwäldchen
- Albert-Schweitzer-Schule

#### Berufliche Schulen
- Friedrich-Aereboe-Schule (Fachschule: Richtung Agrarwirtschaft)[83]

#### Erwachsenenbildung
Die Volkshochschule Darmstadt-Dieburg bietet an ihrem Standort Griesheim Kurse an.

### Verkehr

#### Bundesstraße
Die Bundesstraße B 26 durchquert Griesheim der Länge nach. Sie bildet die verkehrstechnische Hauptachse der Stadt und verbindet sie insbesondere mit Darmstadt.

#### Straßenbahn

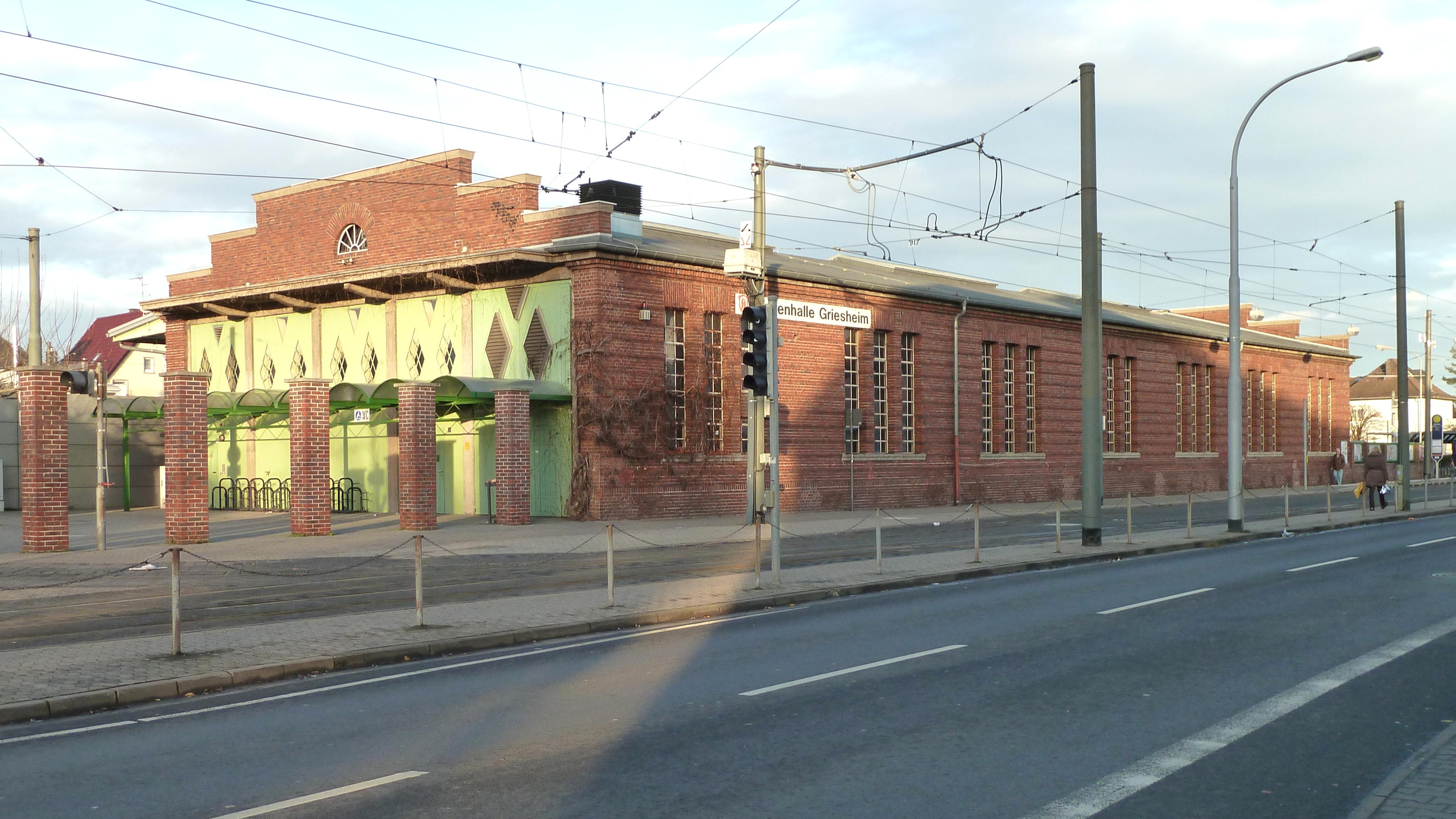
Wagenhalle der Straßenbahn

Eine schmalspurige dampfbetriebene Nebenbahn nach Darmstadt wurde am 30. August 1886 in Betrieb genommen. Ab 1926 folgte der elektrische Straßenbahnbetrieb. Heute führen die Linien 4 und 9 der Darmstädter Straßenbahn an der Bundesstraße B26 (B26) entlang in die Darmstädter Innenstadt sowie in die unmittelbare Nähe des Darmstädter Hauptbahnhofs. Die Straßenbahnen werden durch die HEAG mobilo GmbH betrieben.

#### Darmstädter Kreuz
An der heutigen Grenze zwischen Griesheim und Darmstadt liegt das Darmstädter Kreuz, das die Bundesstraße 26 (B26) mit der Bundesautobahn 5 (BAB 5) und der Bundesautobahn 67 (BAB 67) verbindet.

#### Buslinien
Es fahren die Buslinien 42, 44, 45, 46 und 62 ab Griesheim in Richtung Riedstadt, Gernsheim, Groß-Gerau, Trebur und Rüsselsheim.

#### Eisenbahn
Die Bahnstrecke Darmstadt–Worms wurde im Abschnitt von Darmstadt  über Griesheim nach Goddelau-Erfelden (ein Teil der Riedbahn) 1869 eröffnet und 1901 zweigleisig ausgebaut. Der Personenverkehr wurde Ende 1970 eingestellt und danach hat die Deutsche Bundesbahn die Gleise nach Goddelau-Erfelden abgebaut. Die Gleise Richtung Darmstadt folgten bis 1991.

## Persönlichkeiten
- Daniel Dell (* 1. November 1868 in Griesheim; † 23. Januar 1941 in Griesheim), Jugendstilkünstler
- August Euler (* 20. November 1868 in Oelde; † 1. Juli 1957 in Feldberg (Schwarzwald)), deutscher Flugpionier und Flugzeugtechniker, eröffnete 1907 den ersten Flugplatz Deutschlands in Griesheim.
- August Liebmann Mayer (* 27. Oktober 1885 in Griesheim; † wahrscheinlich 12. März 1944 im KZ Auschwitz), deutscher Kunsthistoriker, führender Experte für spanische Malerei
- Walter Georgii (* 12. August 1888 in Meiningen; † 24. Juli 1968 in München), Luftfahrtpionier, Leiter der DFS in Griesheim
- Elisabeth Langgässer (* 23. Februar 1899 in Alzey; † 25. Juli 1950 in Karlsruhe), Schriftstellerin, unterrichtete von 1920 bis 1928 an der (früheren) Schillerschule.
- Fritz von Opel (* 4. Mai 1899 in Rüsselsheim; † 8. April 1971 in Samedan, Schweiz), Industrieller u. Raketenpionier, entwickelte in Griesheim einen der ersten flüssigkeitsbetriebenen Raketenmotoren der Welt[85][86][87]
- Maxim Ziese (* 26. Juni 1901 in Griesheim; † 16. Juli 1955 in Köln), Schriftsteller und Dramatiker
- Hans Jacobs (* 30. April 1907; † 24. Oktober 1994), Luftfahrtpionier und ehemaliger Abteilungsleiter bei der DFS in Griesheim
- Ludwig Wedel (* 9. April 1909 in Griesheim; † 30. März 1993), war 1954–1969 Bürgermeister von Groß-Umstadt, ehemaliges Mitglied des Hessischen Landtags und 1959 Mitglied der 3. Bundesversammlung.
- Hanna Reitsch (* 29. März 1912 in Hirschberg, Schlesien; † 24. August 1979 in Frankfurt/Main), bekannte Fliegerin, arbeitete bei der DFS in Griesheim als Testfliegerin
- Heinrich Keller (* 25. August 1918 in Griesheim; † 23. August 1990 in Hamburg), Hornist und Hochschullehrer
- Hans Karl (* 5. Januar 1922 in Griesheim; † 6. Juli 1996), Griesheimer Bürgermeister, hessischer Landtagsabgeordneter, Mitglied der 4. Bundesversammlung und Namensgeber des Griesheimer Marktplatzes
- Richard M. Buxbaum (* 1930 in Griesheim), Rechtswissenschaftler
- Karl Knapp (* 1933 in Griesheim), Lokalhistoriker, Träger der silbernen Ehrenplakette der Stadt Griesheim und des Landesverdienstordens
- Gottfried Milde senior (* 14. April 1934 in Breslau; † 14. Juli 2018 in Griesheim), Politiker, lebte und wirkte in Griesheim
- Lutz Ludwig Kramer (* 14. Januar 1954 in Potsdam), ehemaliger Sänger und Gitarrist der deutschen Rock-Gruppe Agitation Free aus Berlin und ehemaliges Mitglied der Kommune 1, lebt und wirkt in Griesheim.
- Jürgen Schupp (* 12. Januar 1956 in Griesheim), Sozialwissenschaftler
- Gabriele Winter (* 1959), Griesheimer Bürgermeisterin von 2011 bis 2016
- Nosie Katzmann (* 1959 in Bad Neustadt an der Saale), Musikproduzent, lebte in seiner Jugend in Griesheim, viele seiner Lieder gehen auf Griesheim zurück[88]
- Gottfried Milde junior (* 11. April 1963 in Darmstadt), Politiker; aufgewachsen, lebend und wirkend in Griesheim
- Katja Bornschein (* 16. März 1972 in Jugenheim), Fußballnationalspielerin, Karrierestart bei TuS Griesheim und SV St. Stephan; lebt in Griesheim
- Sebastian Dehmer (* 14. Februar 1982 in Darmstadt, Hessen), Olympiateilnehmer und Weltmeister im Triathlon, Botschafter der Stadt Griesheim, wohnt in Griesheim.
- Andrea Petković (* 9. September 1987 in Tuzla, Jugoslawien, heute Bosnien und Herzegowina), Tennisspielerin, wohnte in Griesheim, mittlerweile mit ihrer Schwester zusammen in Darmstadt-Eberstadt
- Olexesh (* 25. Februar 1988 in Kiew), Rapper, lebt in Griesheim
- Sebastian Rode (* 11. Oktober 1990 in Seeheim-Jugenheim), Fußballbundesligaspieler, spielte bei Viktoria Griesheim
- Niko Opper (* 4. Februar 1992), Fußball-U17-Europameister, spielte bei SC Viktoria Griesheim
- Norbert Leber, Ehrenbürgermeister und Ehrenbürger der Stadt Griesheim/Bürgermeister von 1987 bis 2011